# Skivor till kaffet
Skivor till kaffet var ett svenskt radioprogram som sändes från 1957 och fram till 22 december 1993. Programledare var Bertil Perrolf. Programmet sändes varje vecka från en ny arbetsplats någonstans i Sverige, där Perrolf pratade med personal, gratulerade jubilarer och spelade önskebitar. Totalt sändes över 1500 program.
Sommaren 2020 återuppstod programmet, som ett 27 minuter långt lördagsprogram med prat omkring främst äldre svensk underhållningsmusik. Programmet sändes under sommaren med Lisa Syrén som programvärd.